# Железнодорожный транспорт в Албании

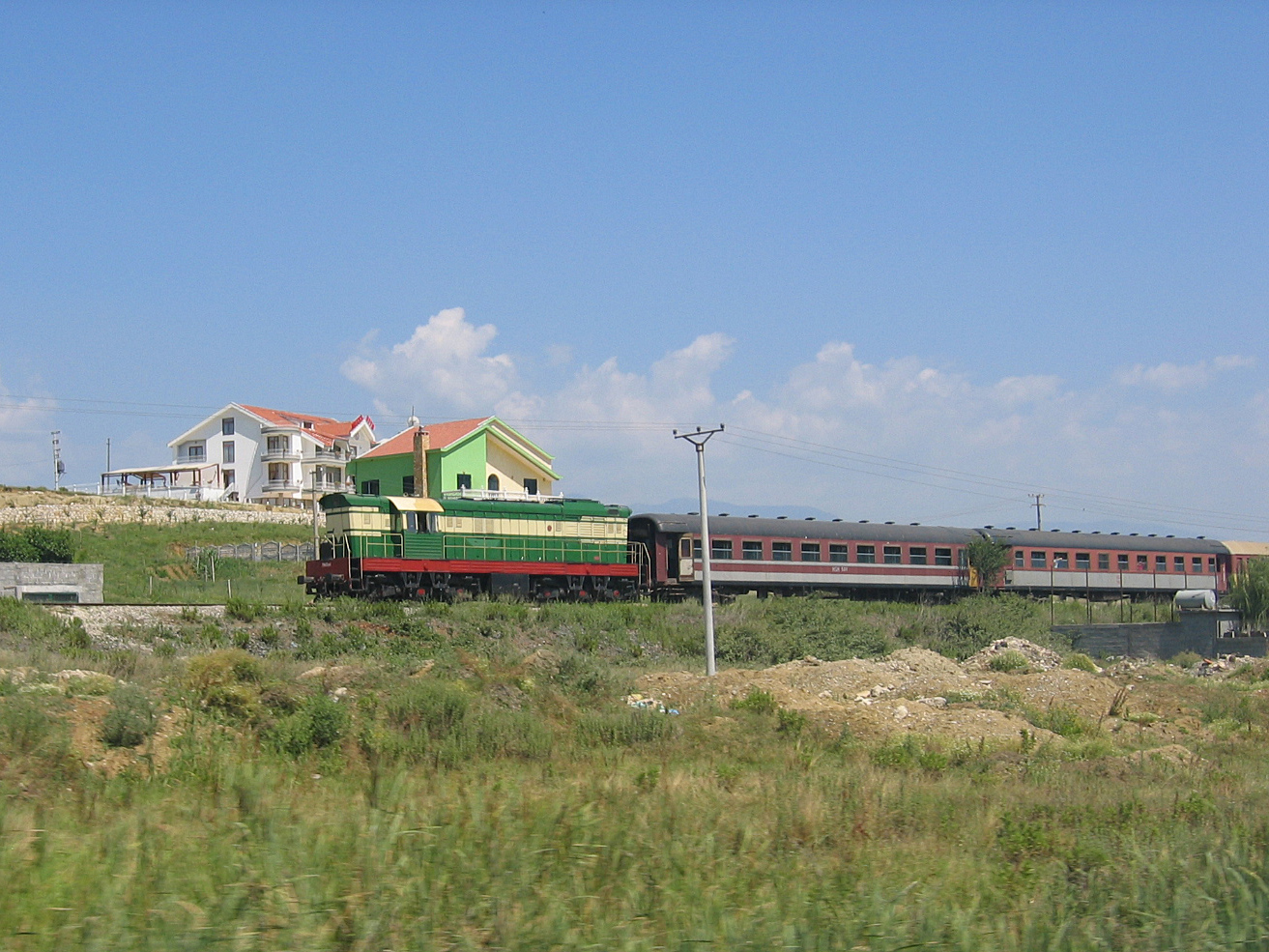
Поезд на линии Тирана — Дуррес

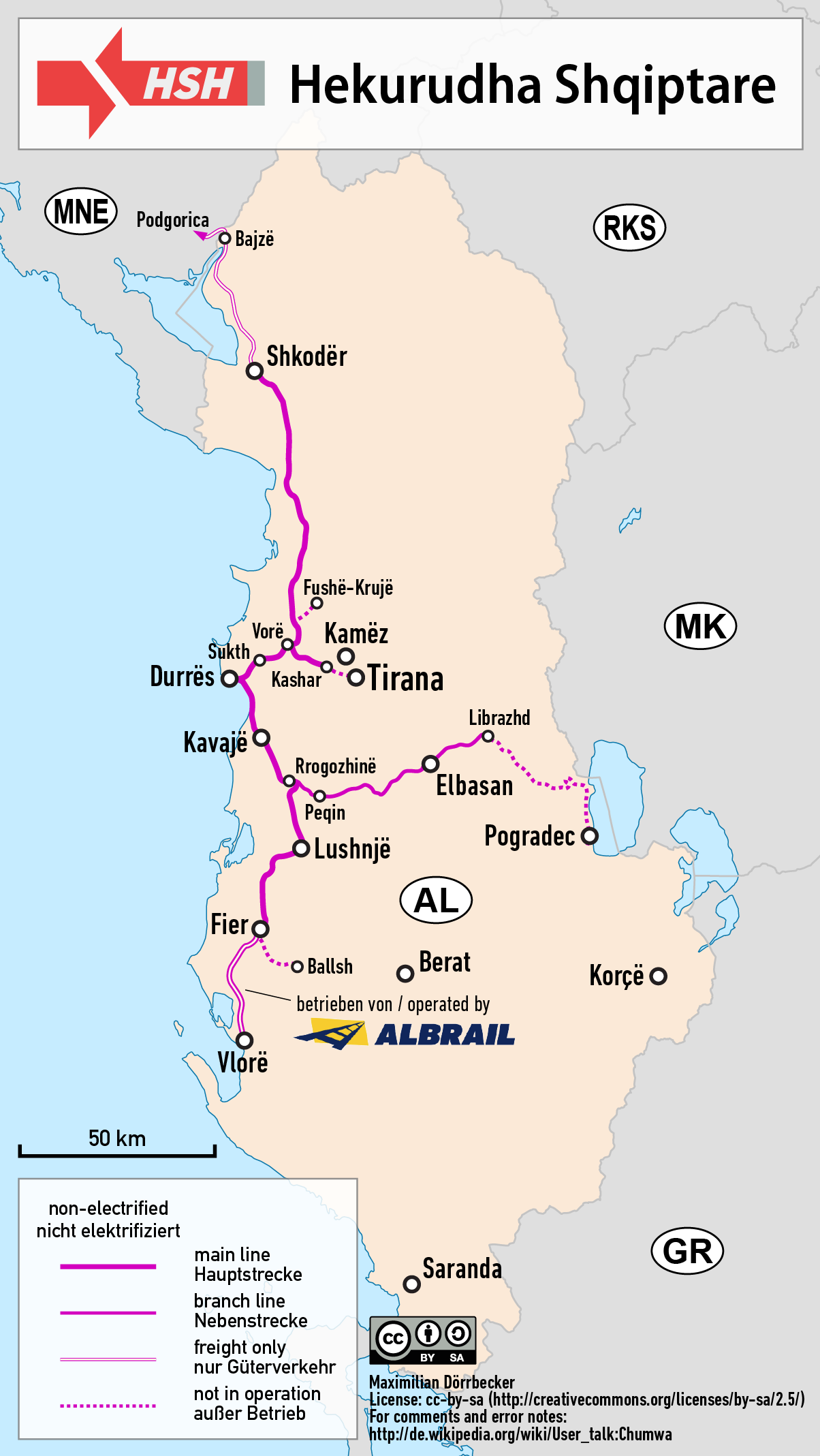
Карта железных дорог Албании

Железнодорожный транспорт в Албании находится в ведении албанской национальной железнодорожной компании Hekurudha Shqiptarë (HSH, Албанские железные дороги). На железных дорогах Албании используется стандартная европейская колея размером 1435 мм. Локомотивы всех поездов — дизель-электрические, произведены чешской компанией ČKD.

## История
Первая линия со стандартной колеёй Дуррес — Пекини была построена в 1947 году, хотя ещё во время Первой мировой войны и в послевоенные годы были построены несколько узкоколейных дорог. Существовало железнодорожное сообщение с Черногорией — Железная дорога Подгорица — Шкодер с конечной станцией в Албании Байзе.
Железнодорожная система страны сильно и широко поддерживалась Энвером Ходжей, при котором власти почти везде запрещали пользоваться частным транспортом. После 1947 года началось массовое строительство дорог со стандартной колеёй — Албания была единственной страной, где дороги со стандартной колеёй не существовали. К 1987 году были построены 677 км железных дорог, которые соединили столицу и крупные промышленные города.
После падения коммунистического режима железнодорожная сеть пришла в упадок. При этом значительно выросло число автомобилей, начал активно развиваться рынок автомобильных и автобусных перевозок. В настоящее время состояние железных дорог плачевное, поскольку большая часть перевозок между Тираной, Дурресом и другими городами осуществляется по автодорогам. Некоторые станции и железная дорога между Дурресом и Тираной сейчас находятся на реконструкции.

## Хронология

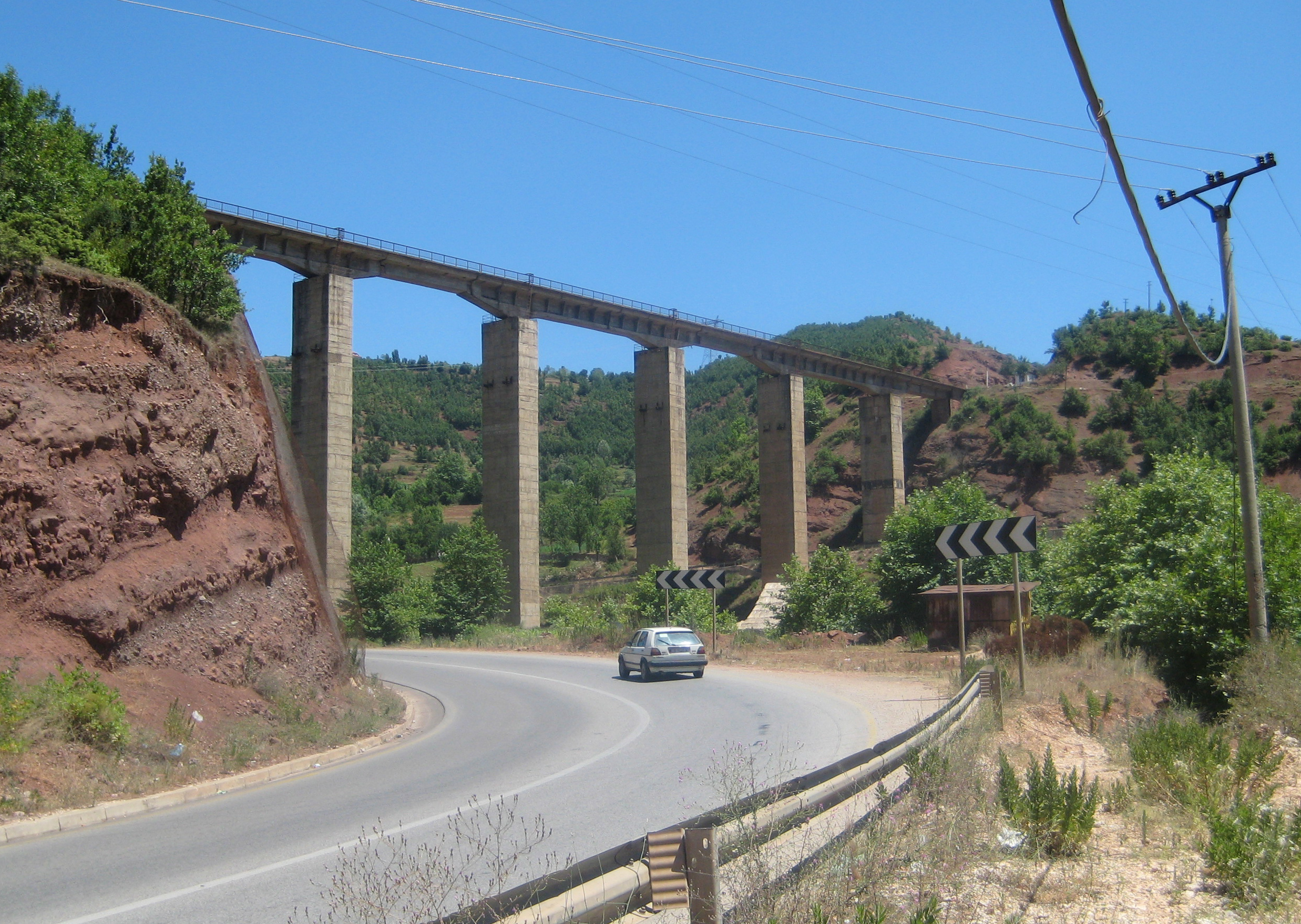
Железнодорожный мост Буштрица к югу от Либражда.

- Ноябрь 1947: открытие первой железной дороги со стандартной колеёй Дуррес — Пекини.
- Июнь 1957: ввод в эксплуатацию дизель-электрических локомотивов.
- Июль 1973: достроена железная дорога Эльбасан — Преняси, идущая через горы.
- Сентябрь 1986: открыт первый международный участок в СФРЮ (в СР Черногорию).
- 2000: приватизация HSH.
- 2005: Предоставлен доступ к железной дороге другим перевозчикам.
- Август 2013: Закрытие станции Тирана и строительство на её месте нового бульвара (алб. Bulevardi i Ri).
- 29 ноября 2019: землетрясение разрушило многие участки сети по всей стране, особенно на линии Вора - Хан-И-Хотит.
- 2020: большая часть сети закрыта.
- 2021: Пассажирское движение осталось только на участке Дуррес - Эльбасан каждую пятницу, субботу и воскресенье. Также с 14.03.23 по 13.06.23 поезда ходили по маршруту Шкодер - Ляч  каждый понедельник и вторник.
- 2022 - настоящее время: В связи с реконструкцией станции Дуррес конечный пункт маршрута Дуррес - Эльбасан перемещён, но пассажирское движение продолжается.

## Наши дни

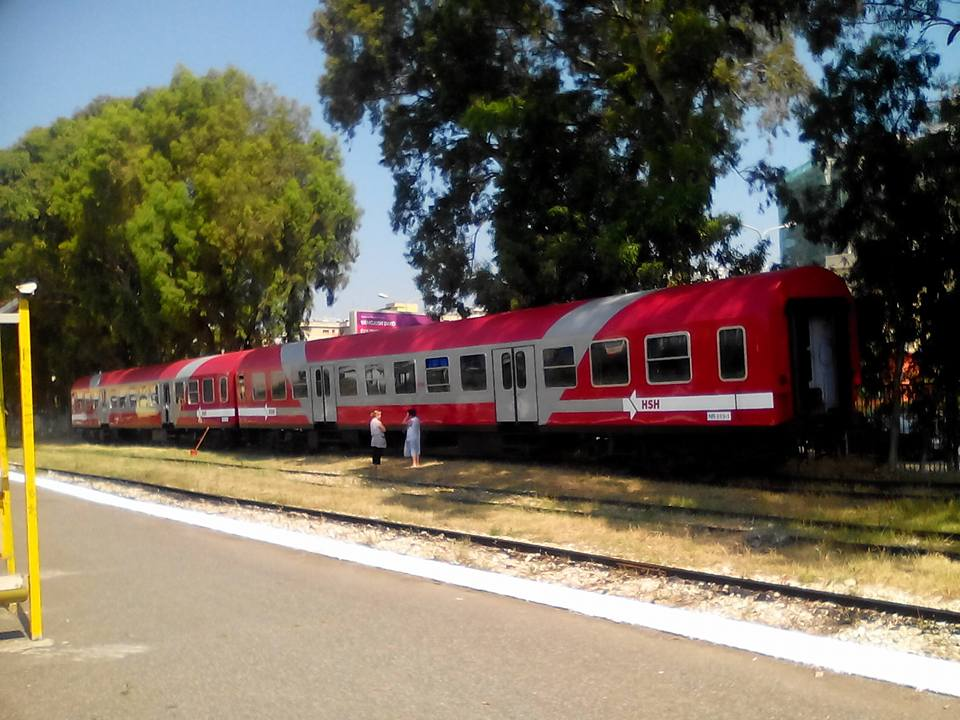
Обновлённый участок у Дурреской железнодорожной станции

Пассажирская система HSH практически прекратила своё существование. Конечная остановка последней действующей линии Дуррес - Эльбасан была перенесена из Дурреса примерно на 6 километров. Теперь город Дуррес обслуживается станцией Плаж.
Линия Либражд - Поградец была закрыта для пассажирского движения в 2012 году. Сохранённые вагоны и локомотивы были переведены из Переняса в Эльбасан. На недавно построенной автомагистрали Эльбасан - Поградец были переброшены мосты над железнодорожными путями, что оставляет возможность открытия железной дороги. Однако маловероятно, что сообщение Поградец - Эльбасан возобновится.
Восстановление магистрали Фиер - Влёра для грузовых перевозок в настоящее время осуществляет частная компания Albrail, которая выкупила права на этот путь у HSH. Непосредственно к югу от Фиера было заново проложено несколько коротких подъездных путей к промзонам.
В 2019 году по сети курсировало 5 поездов в сутки. 1 поезд Кашар - Эльбасан, 2 поезда Дуррес - Шкодер и 2 поезда Дуррес - Эльбасан. Весной 2022 года участок между Шкодером и Лячем линии Шкодер - Вора обслуживался один раз в неделю во вторник. Весной 2025 года действует маршрут Шкодер - Гьёрме на линии Шкодер - Вора раз в неделю по вторникам.

## Работы по реконструкции

### Тирана - Дуррес
На сентябрь 2023 года линия Тирана – Дуррес является единственной, на которой продолжаются восстановительные работы. Реконструкция, финансируемая за счет кредита в размере 35,9 млн евро от Европейского банка реконструкции и развития и гранта в размере 35,5 млн евро от Инвестиционного фонда Западных Балкан, включает в себя полный капитальный ремонт около 40 км пути, включая новый участок до международного аэропорта Тираны имени Матери Терезы, а также строительство новых станций по всей линии. Из-за первоначальной задержки со строительством различных мостов, включенных в проект, ожидалось, что оно будет завершено в марте 2024 года. Сейчас проект снова отложен. Ожидается, что строительство завершится к началу 2025 года.
Ожидается, что поезда будут курсировать со скоростью от 80 до 100 км/ч между Тираной, Дурресом и аэропортом, с более низкой скоростью между Тираной и станциями, расположенными ближе к центру города. Некоторые чиновники заявляют, что поезда будут электрифицированы, но официальные источники этого не подтверждают. Ожидается, что участок Тирана – Дуррес займет 22 минуты, а участок Тирана – аэропорт Ринас – 12 минут.

### Вора - Хан-и-Хотит
На сентябрь 2023 года линия Вора - Хан-и-Хотит, иногда известная, как железная дорога Шкодер - Вора, находится на завершающей стадии подготовки перед началом реконструкции. Ожидается, что трассировка новой линии будет совпадать со старой. Как и на линии Тирана — Дуррес, ожидается, что поезда будут развивать максимальную скорость 120 км/ч, однако путь не будет электрифицирован.

## Будущее

### Линия Дуррес - Рогожина - Эльбасан - Поградец
9 октября 2018 года было представлено технико-экономическое обоснование восстановления железнодорожной линии Дуррес – Рогожина – Эльбасан – Поградец, финансируемое за счет средств Европейской комиссии, предоставленных через Инвестиционный инструмент Западных Балкан. Была завершена предварительная технико-экономическая оценка линии Дуррес — Поградец протяженностью 151 км. Основное внимание уделялось участку Дуррес - Эльбасан длиной 72 км.
Участок Дуррес – Рогожина был признан наиболее приоритетным для восстановления. Стоимость восстановления оценивается в 52 миллиона евро, что будет соответствовать европейским стандартам проектирования сети при скорости 100 км/ч и нагрузке на ось 22,5 тонны. Время в пути сократится с 60 минут до 32 минут. Ожидается, что к 2047 году поток по этому участку достигнет 330 000 пассажиров и 1 100 000 тонн грузов. Ориентировочная стоимость экономии времени для пользователей транспортной системы Албании составит 0,65 миллиона евро для пассажиров и 15,3 миллиона евро для грузовых перевозок. Дополнительная экономия от снижения стоимости эксплуатации автотранспорта оценивается в 0,5 млн евро для пассажиров и 8,7 млн евро для грузовых перевозок.

### Линия Дуррес - Приштина
Албания и Косово подписали меморандум о взаимопонимании (МоВ), открывающий путь к строительству железнодорожной линии, которая свяжет адриатический порт Дуррес с Приштиной, столицей Косово.
20 июня 2022 года правительства обеих стран подписали ещё одно соглашение о строительстве железнодорожного пути, соединяющего Дуррес и Приштину. Меморандум охватывает технико-экономическое обоснование проекта, стоимость которого, как ожидается, составит около 1,98 миллиона евро. Из этой суммы Албания внесет 1 миллион евро, а Косово — 980 000 евро. Технико-экономическое обоснование займёт 14 месяцев.
В январе 2024 года были опубликованы предварительные результаты технико-экономического обоснования. Ожидается, что линия будет в основном следовать по железной дороге Вора - Хани-и-Хотит до Шкодера или другого пункта, где она ответвится, достигнет Джакове и продолжится в направлении Приштины.
Консорциум, выбранный для проведения технико-экономического обоснования, в ходе которого будет определен точный маршрут линии, должен опубликовать свои результаты до конца 2024 года. В бюджете правительства Албании на 2024 год на это исследование было выделено 50 000 000 лек. Ожидается, что общая стоимость проекта составит 700 000 000 долларов США.

### Линия Поградец - Кристаллопиги
В 2021 году было объявлено о планировании железной дороги, соединяющей Албанию и Грецию. Линия длиной около 130 км по новым путям соединяет две страны через Флорину - Кристаллопиги - Поградец. Линию планируется сделать однопутной и электрифицированной.

### Панъевропейский коридор VIII
Албания, Болгария и Северная Македония подписали 19 октября 2021 года соглашение о завершении строительства Панъевропейского коридора VIII.
Линия Дуррес - Поградец будет продлена на 3 км до Лина, где пути продолжатся в Северную Македонию.
Северная Македония в настоящее время ищет финансирование для строительства железнодорожного сообщения.

## Статистика
Использование железнодорожной сети в Албании снижается ежегодно. Ниже представлена статистика до 2013 года.
|             |                           | 1950 | 1965 | 1970 | 1975 | 1980 | 1985 | 1989 | 1993  | 1994  | 1995  | 1996  | 1997  | 1998  | 1999  | 2000  | 2001  | 2002  | 2003  | 2004  | 2005  | 2006  | 2007  | 2008 | 2009 | 2010 | 2011 | 2012 | 2013 |
| ----------- | ------------------------- | ---- | ---- | ---- | ---- | ---- | ---- | ---- | ----- | ----- | ----- | ----- | ----- | ----- | ----- | ----- | ----- | ----- | ----- | ----- | ----- | ----- | ----- | ---- | ---- | ---- | ---- | ---- | ---- |
| Пассажиров  | тыс. человек              |      |      |      |      |      |      |      | 3,961 | 4,022 | 3,739 | 3,389 | 1,820 | 2,269 | 2,270 | 2,381 | 2,676 | 2,270 | 2,070 | 1,758 | 1,440 | 1,659 | 1,091 | 822  | 645  | 430  | 453  | 448  | 329  |
| Пассажиров  | млн. пассажиро-километров |      |      |      |      |      |      |      | 223   | 215   | 197   | 168   | 95    | 116   | 121   | 125   | 138   | 123   | 105   | 89    | 73    | 80    | 51    | 41   | 32   | 19   | 18   | 16   | 12   |
| Перевозки   | тыс. тонн                 |      |      |      |      |      |      |      | 539   | 522   | 574   | 521   | 284   | 305   | 361   | 412   | 258   | 340   | 520   | 417   | 404   | 450   | 399   | 355  | 343  | 403  | 317  | 142  | 151  |
| Перевозки   | млн. тонно-километров     |      |      |      |      |      |      |      | 54    | 53    | 53    | 42    | 23    | 25    | 27    | 28    | 19    | 21    | 31    | 32    | 26    | 36    | 53    | 52   | 46   | 66   | 50   | 25   | 23   |
| Длина дорог | км                        | 115  | 143  | 193  | 272  | 319  | 421  | 447  |       |       |       |       |       |       |       |       |       |       |       |       |       |       |       |      |      |      |      |      |      |